# جون إي. نيلسون
جون إي. نيلسون (بالإنجليزية: John E. Nelson)‏ هو محامي وسياسي أمريكي، ولد في 12 يوليو 1874 في تشاينا في الولايات المتحدة، وتوفي في 11 أبريل 1955 في أوغوستا في الولايات المتحدة. حزبياً، نشط في الحزب الجمهوري. وقد انتخب عضو مجلس النواب الأمريكي.